# Textrix rubrofoliata
Textrix rubrofoliata là một loài nhện trong họ Agelenidae.
Loài này thuộc chi Textrix. Textrix rubrofoliata được miêu tả năm 1990 bởi Pesarini.